# Schönbühl (Lindau)
Schönbühl (mundartlich: Schönbüchəl) ist ein Gemeindeteil der bayerisch-schwäbischen Großen Kreisstadt Lindau (Bodensee).

## Geografie
Die Einöde liegt circa drei Kilometer nordöstlich der Lindauer Insel. Nördlich der Ortschaft verläuft die Bundesstraße 31, östlich die Bundesstraße 12. Schönbühl ist bekannt für seine exponierte Lage mit Blick auf Bodensee, Lindauer Insel, Rheintal und Alpen.

## Ortsname
Der Ortsname bedeutet (Siedlung am) schönen Hügel.

## Geschichte
Schönbühl wurde erstmals urkundlich im Jahr 1467 als Schönnenbühel erwähnt. Der Ort gehörte einst zu inneren Gericht der Reichsstadt Lindau. Im 19. Jahrhundert wurde das Schloss Schönbühl des Adelsgeschlechts Nostitz erbaut. 1956 wurde ein Golfplatz in Schönbühl eröffnet. Im Jahr 2000 wurde eine Seniorenresidenz erbaut.

## Baudenkmäler
Siehe: Liste der Baudenkmäler in Schönbühl

## Persönlichkeiten
- Hans Christoph Freiherr Tucher von Simmelsdorf (1904–1968), deutscher Bankenjurist